# Hattrick (film)
Hattrick – indyjska komedia z 2007 roku w reżyserii Milana Luthrii. W rolach głównych wystąpili: Nana Patekar, Danny Denzongpa, Paresh Rawal, Rimi Sen i Kunal Kapoor. 
Podobnie jak zrealizowane w tym samym roku Wszystko dla miłości i Życie w... metropolii były sześcioma splecionymi ze sobą historiami, tu mamy do czynienia z trzema historiami, które łączy czas światowych rozgrywek w krykieta. Tematem filmu jest przemiana człowieka, jego konfrontacja z własnymi i cudzymi słabościami, godzenie się z tym, dorastanie do miłości dojrzałej dającej innym pogodę ducha, pokonywanie własnych uprzedzeń.

## Fabuła

### Historia 1
Młoda para: Kashmira (Rimi Sen) i Saby (Kunal Kapoor) decyduje się na ślub. Nie zaaranżowano ich małżeństwa. Pobierają się z miłości i rodzice obojga akceptują ich wybór. Teraz zaczyna się między nimi czas docierania się. Mieszkając ze sobą, dzieląc swoją codzienność mają okazję nie tylko się sobą zachwycić, ale i rozdrażnić siebie. Właśnie zaczynają się światowe rozgrywki w krykieta, którego on jest fanem. Nawet w noc poślubną ogląda transmisję telewizyjną zamiast pieścić swoją żonę. Ona jest rozżalona, czuje się opuszczona i niezauważana. Przyjaciółka doradza jej, by zaczęła oglądać transmisję razem z mężem. On będzie śledził grę, a ona ma się zapatrzyć w któregoś z zawodników. To pomoże jej znieść nudę rozgrywek. Udaje jej się tak dobrze zapalić do krykieta, że nocą do pieszczącego ją Saby’ego szepcze imię zawodnika. Dochodzi do awantury z zazdrosnym mężem. Ucieczka wydaje się najlepszym rozwiązaniem. Kashmira i Saby rozstają się. Każde z nich smutne wraca do swoich rodziców, do poprzedniego życia. Ale bez obecności ukochanej osoby, to życie im już nie smakuje.

### Historia 2
Londyn. Matka pochodzącego z Gudżaratu Hemu Patela (Paresh Rawal) 10 lat temu sprzedała całą biżuterię ślubną, by móc wyprawić syna do Anglii licząc, że tam stanie się kimś. Hemu Patel od 10 lat sprząta na lotnisku z wrogością obserwując fakt, że częściej i dokładniej kontrolowane są osoby o innym niż biały kolorze skóry. Hemu Patel latami wyczekuje obywatelstwa angielskiego, zdaje testy, egzaminy, znosi dokumenty. Płaszczy się upokorzony przed brytyjskim urzędnikiem przerażony, że ten widział w pubie, jak on oglądając telewizję kibicuje w krykiecie Indiom, a nie Anglii. Zdejmuje w domu ze ściany plakat indyjskiego sportowca zamieniając go na królową Anglii Elżbietę II. Na wypadek kontroli. Jako dowód jego brytyjskości. Wzbudza tym niechęć swojej córki, która pogłębia się, gdy Patel nie pozwala córce spotykać się z jej czarnoskórym ukochanym. Patel okazuje mu, że ze swoją indyjską brązową skórą jest kimś lepszym. Zraża do siebie wszystkich wokół – córkę, żonę, innych Indusów, brytyjskiego urzędnika. Sam siebie nie znosi uważając siebie za nieudacznika, który nie ma prawa do spełnienia swojego największego marzenia – powrotu do Indii i odwiedzin u matki. Wstydzi się tego, że na obczyźnie jest nikim.

### Historia 3
Dr. Satyajit Chavan (Nana Patekar) to lekarz spalający się w swojej pracy. W swoim czasie odrzucił intratną propozycję robienia kariery za granicą uważając, że jego miejsce jest tu, wśród indyjskich pacjentów. Ale mimo to otacza go pełna lęku cisza, a za plecami słyszy komentarze i śmiech. Dr Satyajit nigdy się nie uśmiecha. Wiadomość o czekającej pacjenta wkrótce śmierci przekazuje mu z kamienną twarzą. "Jestem tu, aby leczyć pacjentów, a nie ich kochać. Nie mam czasu dla umierających. Potrzebują go ci, którzy maja szansę przeżyć.", mówi o sobie młodym lekarzom.
Pewnego dnia na oddział przywożą ciężko chorego trenera młodzieży Madhava Anna (Danny Denzongpa). Zaraża on wszystkich swoją pogodą ducha, energią, ciekawością świata. Pasjonuje się krykietem i daremnie próbuje przekonać lekarza do zainstalowania w szpitalu na czas światowych rozgrywek telewizora. Madhav dopomina się u dr. Satyajita o dwa leki: możliwość oglądania krykieta i... uśmiech na twarzy lekarza. Próbuje kruszyć obronny mur wiecznej powagi i surowości doktora Satyajita.

## MotywyBollywoodu
- Młoda para po ślubie musi sprawdzić swoją miłość w codziennej akceptacji swoich słabości, w wybaczaniu sobie. Motyw małżeństwa docierającego się ze sobą tuż po ślubie pokazany jest też w filmach: Ukochana, Chalte Chalte – Blisko siebie, Należę do ciebie, kochanie, Honeymoon Travels Pvt. Ltd. i in.
- Hemu Patel walczy o godne życie na emigracji. Motyw NRI Indusów żyjących poza granicami Indii pojawia się też w Obca ziemia, Mój kraj, Czasem słońce, czasem deszcz, Aa Ab Laut Chalen, Cheeni Kum, Żona dla zuchwałych, Heyy Babyy, Trudna droga do miłości, Namastey London, Yaadein, Shakti: The Power, Neal i Nikki, Zakochać się jeszcze raz i in.
- Tłem nieporozumień emigranta Patela z własną córką, żoną, urzędnikiem brytyjskim jest Londyn, który występuje też w Namastey London, Aksar, Dil Diya Hai, Czasem słońce, czasem deszcz, Cheeni Kum, Tańcz, dziecinko, tańcz!, Viruddh... Family Comes First, Yaadein i in.
- Relacja pacjenta i lekarza lecząca w tym filmie duchowo "chorego" lekarza przedstawiona jest też w filmach Gdyby jutra nie było, Zindaggi Rocks, Maine Pyaar Kyun Kiya? i in.
- Patel na końcu filmu zupełnie inaczej spostrzega brytyjskiego urzędnika. Motyw przekonywania się na obczyźnie do Brytyjczyków, przełamywania uprzedzeń do nich pokazany jest też w Czasem słońce, czasem deszcz.
- Krykiet przywraca radość życia i leczy jednego z bohaterów, dzieli małżonków, wyzwala nacjonalistyczne uczucia w emigrancie. Ważną rolę odgrywa też w Lagaan. Inne filmy, których temat związany jest ze sportem i które za bohaterów mają też trenerów sportowych to Nigdy nie mów żegnaj, czy Chak de India.

## Obsada
- Nana Patekar – Dr. Satyajit Chavan
- Paresh Rawal – Hemu Patel
- Rimi Sen – Kashmira
- Danny Denzongpa – Madhav Anna
- Kunal Kapoor – Sarabjeet 'Saby' Singh
- John Abraham – gościnnie w piosence "Wicket Bacha"

## Piosenki
Autor muzyki – Pritam Chakraborty.
1. Ek Pal Mein
2. Rabba Khair Kare
3. Wicket Bacha – występuje John Abraham
4. Kahan Khao Gaya
5. I Am Coming Home
6. Jab Chay Mera Jaadu
7. Rabba Khair Kare – 2
8. Kahan Kho Gaya – Reprise
9. I Am Coming Home – Reprise